# Синдром Леннокса Гасто
Синдром Леннокса-Гасто (СЛГ) — редкий и тяжелый синдром эпилепсии, возникающий в детском возрасте. Он характеризуется множественными и одновременными приступами, включая тонические судороги, когнитивной дисфункцией и медленными спайк-волнами на электроэнцефалограмме (ЭЭГ), которые очень аномальны. Как правило, припадки возникают у детей в возрасте 3-5 лет и чаще всего сохраняются во взрослом возрасте с небольшими изменениями в электроклиническом фенотипе. Припадки связывают с перинатальными травмами, врожденными инфекциями, пороками развития мозга, опухолями мозга, генетическими нарушениями, такими как туберозный склероз, и многочисленными генными мутациями. Иногда LGS наблюдается после синдрома детского эпилептического спазма (ранее называвшегося синдромом Уэста). Прогноз при СЛГ характеризуется 5-процентной смертностью в детстве и сохраняющимися припадками во взрослом возрасте (по крайней мере у 90% взрослых с СЛГ сохраняются припадки).
СЛГ был назван в честь неврологов Уильяма Г. Леннокса и Анри Гасто, которые независимо друг от друга описали это состояние. Международный день распространения информации о СЛГ отмечается 1 ноября.

## Признаки и симптомы
Симптомы меняются и прогрессируют с возрастом и характеризуются триадой приступов, включающей тонические судороги, когнитивную дисфункцию и результаты ЭЭГ. Триада может полностью проявиться только через 1-2 года после первого эпизода припадка.

### Припадки
Пиковый возраст начала припадков приходится на первый год жизни, а припадки переходят в LGS обычно в возрасте от 3 до 5 лет. Основными симптомами являются частые припадки, которые происходят ежедневно и трудно поддаются лечению противосудорожными препаратами. Сообщалось, что примерно у 30% пациентов с синдромом детского эпилептического спазма (ранее называвшимся синдромом Уэста) развивается СЛГ.
Тонические припадки являются наиболее распространенными и наблюдаются почти у всех пациентов с СЛГ. Чаще всего они происходят во время сна без промедления (в 90% случаев). Вначале они длятся минуту или меньше и активируются во сне. Они часто проявляются в виде тонического открывания век с некоторыми изменениями дыхания в сочетании с расширением зрачков, недержанием мочи, учащенным сердцебиением и гиперемией.

### Показатели ЭЭГ
Результаты, которые убедительно свидетельствуют о СЛГ, включают аномальные, последовательные медленные спайк-волны (< 3 герц [Гц]) на ЭЭГ в бодрствующем состоянии. Комплексы обычно состоят из спайка (длительность < 70 миллисекунд) или резкой волны (70-200 миллисекунд), за которой следует сначала положительная глубокая впадина, а затем отрицательная волна (350-400 миллисекунд). Не каждой волне предшествует всплеск. Всплески увеличиваются и уменьшаются без четкого начала и конца. Медленные спайк-волны могут возникать во время приступов или между приступами, а также в отсутствие каких-либо заметных клинических изменений. Это помогает отличить СЛГ от паттерна расширенных 3-Гц спайк-волновых разрядов.

## Причины
Патофизиология заболевания СЛГ в основном неизвестна, но некоторые данные указывают на повышенную возбудимость коры головного мозга, возникающую в критические периоды его развития.
Многое известно о том, что вызывает судороги в раннем возрасте, и у всех людей с СЛГ они вторичны по этиологии. Существует два типа этиологии СЛГ: идиопатическая и вторичная. Причина идиопатического подтипа неизвестна. Причиной вторичного подтипа является идентифицируемая основная патология, которую можно увидеть на МРТ. Наиболее распространенный тип СЛГ (70-78 %) - вторичный. Прогноз у этих пациентов, как правило, хуже, чем у пациентов с идиопатическим СЛГ. В трети случаев причину припадков найти не удается.

### Черепно-мозговая травма
Припадки, которые затем переходят в СЛГ, чаще всего возникают вторично после повреждения мозга. Повреждения мозга могут быть вызваны перинатальными инфекциями, энцефалитом, менингитом, опухолями и пороками развития мозга.

### Генетические мутации
Среди других установленных причин судорог в раннем возрасте - генетические заболевания, такие как туберозный склероз и наследственный дефицит метилентетрагидрофолат-редуктазы. Некоторые из этих случаев, которые раньше считались неизвестными, могут быть определены с помощью современного генетического тестирования
Прогресс в области секвенирования генома и экзома показывает, что у некоторых людей с диагнозом синдрома Леннокса-Гасто имеются мутации de novo в различных генах, включая CHD2, GABRB3, ALG13 и SCN2A. Консорциум исследователей Epi4K (2013 г.) наблюдал мутации de novo по меньшей мере у 15% из когорты 165 пациентов с ЛСГ и детскими спазмами, используя секвенирование всей экзомы. Исследование 2013 г. выявило высокую частоту редких вариаций числа копий (CNVs) у взрослых пациентов с СЛГ или СЛГ-подобной эпилепсией.
С этим синдромом связаны мутации в гене IQSEC2. Этот ген расположен на коротком плече Х-хромосомы (Xp11.22).
Хотя известно о том, что вызывает припадки в раннем возрасте, неизвестно, почему припадки у некоторых детей перерастают в СЛГ.

## Диагностика
Диагноз LGS следует заподозрить у детей младше 8 лет с припадками нескольких типов, которые не поддаются лечению противосудорожными препаратами. Из-за высокого риска необратимого повреждения мозга на ранних стадиях синдрома (особенно у младенцев и детей младшего возраста) ранняя диагностика крайне важна. Никто не рождается с ЛСГ, он развивается с течением времени, поэтому может потребоваться 1-2 года после первого приступа, чтобы появились все критерии для постановки диагноза, поэтому о ЛСГ следует задуматься, если есть наводящие признаки и симптомы без наличия полной триады.
Для подтверждения диагноза проводят ЭЭГ в состоянии бодрствования и сна, а также магнитно-резонансную томографию (МРТ). МРТ используется для выявления очаговых поражений мозга.
Диагноз ЛСГ следует также рассматривать у взрослых, у которых приступы начались в детском возрасте, необратимые судороги и умственная отсталость

### Исключение других диагнозов
Прежде чем ставить диагноз ЛСГ, необходимо исключить некоторые диагнозы. К таким диагнозам относятся:
- синдром Дузе
- синдром Драве
- псевдосиндром Леннокса-Гастаута (атипичная доброкачественная парциальная эпилепсия).

После прогрессирования синдрома ЛСГ легче отличить от синдрома Дузе по типу приступов. При синдроме Дуса больше миоклонических припадков, а при ЛСГ - тонических. При синдроме Дуза реже наблюдаются когнитивные нарушения.
Псевдосиндром Леннокса-Гастаута можно отличить от ЛСГ, так как при псевдо-ЛСГ на ЭЭГ наблюдаются различные спайк-волновые паттерны.

## Лечение
Существует несколько вариантов лечения, включая медикаменты, хирургическое вмешательство и диету.

### Лекарства
У большинства пациентов с ЛСГ лечение не приводит к прекращению рецидивов приступов.
Целью лечения является снижение частоты и тяжести приступов до максимально возможного уровня. Исследований с использованием только одного препарата нет. Ламотриджин и руфинамид, используемые в качестве дополнительных препаратов, очень эффективны для снижения общего числа припадков, но не останавливают их.
Лечение ЛСГ развивалось на протяжении многих лет. Было показано, что различные методы лечения имеют ту или иную степень эффективности. В 1997-1999 годах ламотриджин был признан эффективным и одобрен Управлением по контролю качества пищевых продуктов и лекарственных средств и Министерством здравоохранения Канады. В 1999 году испытания топирамата показали, что топирамат снижает частоту припадков более чем на 50%.
Фелбамат является препаратом последней инстанции в случае, если все остальное не помогает, и был признан превосходящим плацебо в борьбе с устойчивыми к лечению парциальными и атоническими припадками. Однако известно, что он вызывает апластическую анемию и токсическое действие на печень.

#### Препараты первой линии
вальпроаты (вальпроевая кислота, вальпроат натрия и вальпроат полунатрия)

#### Препараты второго ряда
ламотриджин

#### Препараты третьего ряда
руфинамид
топирамат
клобазам
фелбамат
каннабидиол

#### Вспомогательные препараты
бензодиазепины: клоназепам, нитразепам, зонисамид

### Хирургия
В прошлом пациенты с ЛСГ не имели права на операцию, поскольку медицинское сообщество считало, что при генерализованной эпилепсии во всех случаях поражается весь мозг. С 2010 года это предположение было оспорено. Два исследования, посвященные сериям пациентов с ЛСГ, которым была проведена лечебная операция в Корее и Китае, показали очень хорошие результаты, вплоть до избавления от приступов у 80 % этих пациентов в возрасте до 5 лет и у 40% в возрасте старше 5 лет. Как и при всех других операциях по лечению эпилепсии, приступы могут повторяться в течение нескольких лет после операции, но операция позволяет ребенку лучше развивать мозг в период отсутствия приступов.

## Прогноз
Смертность составляет 3-7% при среднем периоде наблюдения от 8,5 до 9,7 лет. Смерть часто связана с несчастными случаями.

## Эпидемиология
СЛГ наблюдается примерно у 4% детей с эпилепсией и чаще встречается у мальчиков, чем у девочек. Обычное начало заболевания приходится на возраст от трех до пяти лет. До постановки диагноза у детей могут отсутствовать неврологические проблемы, или у них могут быть другие формы эпилепсии. Синдром Уэста диагностируется у 20% пациентов до того, как он перерастет в ЛСГ в возрасте около 2 лет.

### Россия
Распространенность синдрома Леннокса – Гасто составляет 2,8 случая на 100 000 детей. Частота встречаемости СЛГ в России и мире составляет от 1 до 10% среди всех форм эпилепсии у детей.

### США
В 1997 году в столичном регионе Атланта, штат Джорджия, 0,026% всех детей имели ЛСГ, который определялся как «возникновение нескольких типов припадков в возрасте до 11 лет, при этом хотя бы один тип припадков приводил к падениям, а ЭЭГ демонстрировала медленные комплексы спайк-волна (<2,5 Гц)». Исследование показало, что на долю ЛСГ приходится 4% детских эпилепсий.

## Фонд синдрома Леннокса-Гасто
Фонд синдрома Леннокса-Гастаута, расположенный в Сан-Диего, штат Калифорния, занимается улучшением жизни людей, страдающих от ЛСГ, путем развития исследований, повышения осведомленности, образования и поддержки семей. Девиз организации: "Проблемы сложны. Мы тоже".